# Адріан Квіст
Адріан Квіст (англ. Adrian Quist; 23 січня 1913 — 17 листопада 1991) — колишній австралійський тенісист.
Найвищу одиночну позицію світового рейтингу — 3 місце досяг 1939 року (за даними Ґордона Лоу).
Здобув 46 одиночних титулів.
Перемагав на турнірах Великого шолома в одиночному та парному розрядах.
Завершив кар'єру 1955 року.

## Фінали турнірів Великого шолома

### Одиночний розряд (3–1)
| Результат | Рік  | Турнір              | Покриття | Суперник      | Рахунок                 |
| --------- | ---- | ------------------- | -------- | ------------- | ----------------------- |
| Перемога  | 1936 | Чемпіонат Австралії | Трава    | Джек Кроуфорд | 6–2, 6–3, 4–6, 3–6, 9–7 |
| Поразка   | 1939 | Чемпіонат Австралії | Трава    | Джон Бромвіч  | 4–6, 1–6, 3–6           |
| Перемога  | 1940 | Чемпіонат Австралії | Трава    | Джек Кроуфорд | 6–3, 6–1, 6–2           |
| Перемога  | 1948 | Чемпіонат Австралії | Трава    | Джон Бромвіч  | 6–4, 3–6, 6–3, 2–6, 6–3 |

### Парний розряд: (14–4)
| Результат | Рік  | Турнір               | Покриття | Партнер        | Суперники                                 | Рахунок                  |
| --------- | ---- | -------------------- | -------- | -------------- | ----------------------------------------- | ------------------------ |
| Поразка   | 1933 | Чемпіонат Франції    | Ґрунт    | Вівіан Макграт | Пет Г'юз Фред Перрі                       | 2–6, 4–6, 6–2, 5–7       |
| Поразка   | 1934 | Чемпіонат Австралії  | Трава    | Дон Тернбулл   | Пет Г'юз Фред Перрі                       | 8–6, 3–6, 4–6, 6–3, 3–6  |
| Перемога  | 1935 | Чемпіонат Франції    | Ґрунт    | Джек Кроуфорд  | Дон Тернбулл Вівіан Макграт               | 6–1, 6–4, 6–2            |
| Перемога  | 1935 | Вімблдонський турнір | Трава    | Джек Кроуфорд  | Вілмер Еллісон Джон Ван Рин               | 6–3, 5–7, 6–2, 5–7, 7–5  |
| Перемога  | 1936 | Чемпіонат Австралії  | Трава    | Дон Тернбулл   | Джек Кроуфорд Вівіан Макграт              | 6–8, 6–2, 6–1, 3–6, 6–2  |
| Перемога  | 1937 | Чемпіонат Австралії  | Трава    | Дон Тернбулл   | Джон Бромвіч Джек Гарпер                  | 6–2, 9–7, 1–6, 6–8, 6–4  |
| Перемога  | 1938 | Чемпіонат Австралії  | Трава    | Джон Бромвіч   | Готтфрід фон Крамм Геннер Генкель         | 7–5, 6–4, 6–0            |
| Поразка   | 1938 | Чемпіонат США        | Трава    | Джон Бромвіч   | Дон Бадж Джин Мако                        | 3–6, 2–6, 1–6            |
| Перемога  | 1939 | Чемпіонат Австралії  | Трава    | Джон Бромвіч   | Колін Лонг Дон Тернбулл                   | 6–4, 7–5, 6–2            |
| Перемога  | 1939 | Чемпіонат США        | Трава    | Джон Бромвіч   | Джек Кроуфорд Геррі Гопмен                | 8–6, 6–1, 6–4            |
| Перемога  | 1940 | Чемпіонат Австралії  | Трава    | Джон Бромвіч   | Джек Кроуфорд Вівіан Макграт              | 6–3, 7–5, 6–1            |
| Перемога  | 1946 | Чемпіонат Австралії  | Трава    | Джон Бромвіч   | Макс Ньюком Ленард Шварц                  | 6–3, 6–1, 9–7            |
| Перемога  | 1947 | Чемпіонат Австралії  | Трава    | Джон Бромвіч   | Френк Седжмен Джордж Вортінгтон           | 6–1, 6–3, 6–1            |
| Перемога  | 1948 | Чемпіонат Австралії  | Трава    | Джон Бромвіч   | Френк Седжмен Колін Лонг                  | 1–6, 6–8, 9–7, 6–3, 8–6  |
| Перемога  | 1949 | Чемпіонат Австралії  | Трава    | Джон Бромвіч   | Джеффрі Браун Білл Сідвелл                | 1–6, 7–5, 6–2, 6–3       |
| Перемога  | 1950 | Чемпіонат Австралії  | Трава    | Джон Бромвіч   | Ярослав Дробний (тенісист) Ерік Стерджесс | 6–3, 5–7, 4–6, 6–3, 8–6  |
| Перемога  | 1950 | Вімблдонський турнір | Трава    | Джон Бромвіч   | Джефф Браун Білл Сідвелл                  | 7–5, 3–6, 6–3, 3–6, 6–2  |
| Поразка   | 1951 | Чемпіонат Австралії  | Трава    | Джон Бромвіч   | Френк Седжмен Кен Мак-Грегор              | 9–11, 6–2, 3–6, 6–4, 3–6 |

### Мікст: (1 поразка)
| Результат | Рік  | Турнір            | Покриття | Партнер       | Суперники                   | Рахунок  |
| --------- | ---- | ----------------- | -------- | ------------- | --------------------------- | -------- |
| Поразка   | 1934 | Чемпіонат Франції | Ґрунт    | Елізабет Раян | Колетт Розамбер Жан Боротра | 2–6, 4–6 |